# Alchemilla semilunaris
Alchemilla semilunaris é uma espécie de rosácea do gênero Alchemilla, pertencente à família Rosaceae.